# Карин Стивън
Карин Стивън (на английски: Karin Stephen, по баща Костело)е английски психоаналитик.

## Биография
Родена е през 1890 година във Великобритания. Член е на колежа Нюхам на Кеймбриджкия университет. Малко преди Първата световна война се омъжва за Ейдриън Стивън, брат на Вирджиния Улф и Ванеса Бел. След войната и двамата се заинтересуват от психоанализа и са анализирани от Джеймс Глоувър. След като той умира Карин продължава анализата си със Силвия Пейн. По препоръка на Глоувър преминават медицинско обучение. През 1927 г. става асоцииран член на Британското психоаналитично общество, а от 1931 и пълноправен член.
Карин си отваря частна практика и започва да преподава психоанализа в Кеймбриджкия университет (тя е първата, която преподава тази дисциплина). По време на спорните дискусии тя не взима активна роля, но подобно на съпруга си се опитва да запази свободата на словото в обществото.
Карин Стивън страда от глухота и манийна депресия. След смъртта на съпруга ѝ Ейдриън Стивън здравето ѝ още повече се влошава и тя се самоубива през 1953 година на 63-годишна възраст.